# 紀の川大堰
紀の川大堰（きのかわおおぜき）は、和歌山県和歌山市有本と園部地先にまたがる、一級水系紀の川本川下流部、河口より約6.2km地点に建設された堰である。

## 沿革
紀の川は徳川吉宗による『紀州流治水工法』に基づく灌漑整備によって、本川・貴志川に数多くの井堰が建設され、新田開発に寄与した。その後1949年（昭和24年）からは農林省（現・農林水産省）による『十津川・紀の川総合開発事業』によって井堰が4箇所に統合され、最下流部の井堰である六ヶ井堰は新六ヶ井頭首工（新六ヶ井堰）として統合・改築され、以降も流域の農業用水を供給していた。だが和歌山市とその周辺は大阪市のベッドタウンとして急速に人口が増加し、さらに海南市や和歌山市沿岸部には住友金属工業の和歌山製鉄所を始め重工業が進出。これらの要因で上水道や工業用水道の需要が増大していった。更には大阪府泉南地域で関西国際空港の建設が決定。これに伴う鉄道路線の整備や阪和自動車道の開通によって人口増加に拍車が掛かり、水需要は逼迫していった。だが紀の川は渇水時には容易に水不足に陥る流況が不安定な河川であり、安定した水供給が大きな課題となった。
一方で1959年（昭和34年）の伊勢湾台風による紀の川大水害を教訓に『紀の川修正総体計画』が1960年（昭和35年）に策定され、根本的な治水を図るため奈良県吉野郡川上村の紀の川本川に大滝ダムを建設する事となった。更に紀の川下流域における治水、特に紀の川の河水が支流に逆流することで起こる「内水氾濫」を防止する為に河口部の洪水調節も必要となった。この為紀の川河口部、新六ヶ井堰直下流に堰を設けて紀の川の洪水調節と上水道供給を図ろうと考えた。
こうして1965年（昭和40年）に建設省近畿地方建設局（現・国土交通省近畿地方整備局）によって『紀の川水系工事実施基本計画』が策定され、紀の川下流部の河川総合開発事業として計画されたのが紀の川大堰である。なお、堰ではあるが、特定多目的ダム法に基づいた多目的ダムである。2021年現在、和歌山市企業局の水道と工業用水道の浄水場が左右両岸に設置されている。
2009年度末の完成が見込まれているが、直前の2009年8月31日、大阪府は水利用権を放棄すると発表した。水を利用するにはさらに若干の出費が必要だが、水需要の減少で水が必要なくなったので、少額の追加出費を避けるため。このため、事業費のうち大阪府の負担分の380億円はすべて無駄となった格好になっている。
2011年3月30日を以て、紀の川大堰の建設事業は完了した。
紀の川大堰事業における利水者は、水利権を放棄すると明言した大阪府のみであるため（和歌山市水道等は既得水利であり、堰の容量は使用していない）、水利権が放棄された後においても特定多目的ダム法の適用施設となるかどうかは公式に発表されていない。

## 概要
1965年（昭和40年）4月より予備調査が開始され、その後1974年（昭和49年）4月には『基本計画』全面改訂により洪水調節流量が引き上げられた。1978年（昭和53年）4月からは実施計画調査を実施し、堰の構造・貯水容量・周辺の基礎岩盤や環境状況の調査を実施した。この間関西国際空港の計画が発表され1985年（昭和60年）12月に中曽根康弘内閣は『関西国際空港関連施設整備大綱』を閣議決定、紀の川大堰は空港周辺地域への利水を図る重要施設として明確に位置づけられた。これを受け大阪府への紀の川からの分水が計画されたが、和歌山県との水利権交渉は難航した。この間1987年（昭和62年）に正式に「紀の川大堰建設事業」が着手されたが交渉は継続され、同年12月にようやく紀の川利水に関する大阪府と和歌山県の協定（『大阪分水協定』）が締結され、分水問題も解決した。1993年（平成5年）からは本体工事に着手し2004年（平成16年）に竣工している。
堰の目的は戦後最大の洪水（過去、計画高水（洪水）流量12,000トン／秒（150年に1度の確率の洪水）としていたが、計画の縮小が行われた。現在においては計画高水流量の数値は公表されていない。）を安全に流下させる事を目的とした洪水調節、従来新六ヶ井堰の湛水に依存していた和歌山県営第一・第二工業用水道・和歌山市営上水道・慣行水利権分の農業用水道・『十津川・紀の川総合開発事業』で確保した灌漑用水の確保を図り、加えて河口部の流水維持を図り河川生態系の保護を図る不特定利水、及び関西国際空港を含む大阪府泉南地域（泉佐野市・泉大津市・貝塚市など）への新規上水道供給である。
以上の目的を達成させる為、特に治水上洪水流下阻害要因となっている固定堰・新六ヶ井頭首工を撤去する事及び、JR西日本阪和線・紀の川橋梁の架け替えが紀の川大堰を完全に運用させる上で重要なことから、現在新六ヶ井頭首工撤去工事・紀の川橋梁架け替え工事を実施しており、堰は暫定的な運用を行ってきた。2009年に井堰が撤去され、本格的な運用が開始されることになっていたが、井堰撤去後においても暫定的な運用を継続している。
大滝ダム事業の完了後はは大滝ダムとの統合管理を行い、より効率的な治水・利水を図ろうとしている。
計画高水流量の縮小、井堰撤去に伴う河床掘削量の縮小が行われたため、事業当初に比較して利水安全度の低下は免れない事実となっているが、国土交通省からは正式に公表されていない。

## 水産資源の保護
紀の川大堰の補償交渉において最も困難だったのは、漁業協同組合との漁業権補償交渉であった。利根川河口堰（利根川）や長良川河口堰（長良川）、筑後大堰（筑後川）などにおける河川生態系への影響が論じられ、長良川では長きに亘る反対運動が展開されていた。紀の川においても河口部は豊富な水産資源を有し、アユを始めとする回遊魚が遡上する河川であったことから漁業資源減少を憂う漁業関係者は1978年の計画発表以降、猛然と反対運動を繰り広げた。建設省（現・国土交通省）との補償交渉は14年の間続けられ、1992年（平成4年）3月に妥結を見た。
建設省は1976年（昭和51年）より実施計画調査の一環として自然環境調査を実施し、エコネットワークの確保・生物多様性の確保・環境改変を最小限に留める事を柱とした自然環境保全計画として1991年（平成3年）に『紀の川リバーグリーンベルト構想』を発表。干潟・浅瀬・中州の保全、ヨシ・ヤナギ群落の保全・植生・復元、ワンド作成と水際線を自然に近い形での曲線的整備を行い、自然に近い形での周辺整備を進めることとした。この構想は1996年（平成8年）に正式な基本計画として発表され、以後作業が進められている。
同時に堰に付設する魚道の整備も検討された。従来の単一な魚道ではなく複数種類の魚道を建設し、多種多様な水棲生物が遡上できるような環境を整えようとした。既設されている新六ヶ井頭首工は固定堰であり、渇水時にはコンクリートがむき出しとなって魚の遡上が全く不可能となる。逆に出水時には水勢が強すぎて遡上がこれまた出来ない弊害を持っていた。漁協ではアユの遡上期に堰に入り、遡上するアユを網で捕獲し堰上流に放流する「すくいごし」が毎年行われていたが、全て人力であり限界があった。
紀の川大堰では3種類の魚道を建設した。1つ目は「階段式魚道」であり流量制御が容易で幅広い水位にも対応が可能で、かつアユ遡上実績も多いことからアユを対象に全国的に採用されている。2つ目は「デニール式バーチカルスロット式魚道」と呼ばれるもので、底生魚や比較的急流の水流を好む魚類に対応が可能でサツキマスやヨシノボリなどが対象となっている。そして3つ目は様態を自然の河川に限りなく近づけた「人工河川型魚道」である。これは既に九頭竜川鳴鹿大堰（九頭竜川）で採用されているもので、全ての魚類に対応できる。またアユの産卵床としても使用が期待されており、ウナギやモクズガニなどが対象となる。この他魚道に魚が遡上できるように誘導する「呼び水水路」も設置、遡上促進と流量調整を図っている。
現在堰付近には資料館も設置されており、魚道を遡上する魚をガラス越しに観察できるコーナーも設けられている。
なお、資料館は2011年3月まで開館されていたが、2011年4月より見学希望者のみへの対応となってしまっている。
既にアユの遡上が確認されているが、長期的な影響については未確認である。淀川大堰（淀川）ではワンドを整備したにもかかわらず湛水域の拡大でヨシ群落が水没、イタセンパラなどの絶滅危惧種が減少したという報告もあり、長期的スパンで今後の厳重なモニタリングが重要との指摘も多い。